# Pseudomys higginsi
Pseudomys higginsi är en däggdjursart som först beskrevs av Édouard Louis Trouessart 1897.  Pseudomys higginsi ingår i släktet australmöss, och familjen råttdjur. IUCN kategoriserar arten globalt som livskraftig. Inga underarter finns listade i Catalogue of Life.

## Utseende
Denna gnagare blir ungefär 13 cm lång (huvud och bål), har en cirka 17 cm lång svans och väger 30 till 90 g (oftast 60 till 70 g). Pälsen är på ovansidan gråbrun och på undersidan vitaktig. Även svansen är uppdelad i en mörk ovansida och en ljus undersida, ibland förekommer en vit spets och dessutom har svansen en tofs vid slutet. Bakfötterna är med en genomsnittlig längd av 3,3 cm större än hos andra australmöss. De övre framtänderna har en orange framsida och de nedre framtänder en blek gulaktig framsida. Tandformeln är I 1/1 C 0/0 P 0/0 M 3/3, alltså 16 tänder.
På Tasmanien förekommer två andra arter av australmöss (inklusive närbesläktade arter) men Pseudomys novaehollandiae är tydlig mindre (15 till 26 g) och Mastacomys fuscus är betydlig större (97 till 145 g) än Pseudomys higginsi.

## Utbredning och habitat
Pseudomys higginsi förekommer på Tasmanien och på flera mindre öar i regionen. Arten vistas i låglandet och i bergstrakter som är på Tasmanien cirka 1600 meter höga. I västra delen av ön hittas arten ofta i fuktiga skogar med hårdbladsväxter och i regnskogar. På östra Tasmanien är gnagaren vanlig i taluskon samt i fuktigare delar av torra skogar. Pseudomys higginsi hittas även i tempererade sydbokskogar (Nothofagus) och i sänkor med ormbunkar.

## Ekologi
Arten är främst aktiv på natten men den kan även vara dagaktiv. Den går främst på fyra fötter och ibland står den bara på bakfötterna. Om gnagaren hotas gör den ett 30 cm långt hopp. Födan utgörs av enhjärtbladiga växter, av svampar, av frukter, av buskar och av olika ryggradslösa djur.
Mellan november och april (enligt äldre källor mellan september och juni) kan honan föda två kullar med 3 till 4 ungar per kull. Dräktigheten varar 30 till 34 dagar och när ungarna föds har de slutna ögon och öron. De suger sig fast vid moderns spenar och kan så följa med när modern flyr från en fiende. Vanligen stannar honan de första dagarna i boet och ungarna lämnas efter en tid där när modern letar efter föda. Efter cirka 15 dagar öppnas ögonen och 18 dagar efter födelsen även öronen. Ungarna diar sin mor cirka 33 dagar. Nyfödda ungar är täckta av mjuka hår. Det första pälsbytet sker efter ungefär 50 dagar och efter 100 dagar får de en hårväxt som motsvarar de vuxna djurens päls.
Pseudomys higginsi jagas främst av tornugglor (Tytonidae) och av pungmården Dasyurus viverrinus.